# 李繼溥
李繼溥，唐朝末年将领，李茂贞的义子，派他帮助东川节度使顾彦晖防守梓州（今四川省三台县）。
西川节度使王建与凤翔节度使李茂贞争夺四川北部和陕西南部。在王建的攻势下，乾宁四年（897年）十月初十，主持遂州事务的侯绍率领所部人马二万，十月十三，主持合州事务的王仁威带领手下一千人，十月十六，凤翔将领李继溥带领增援队伍二千，都先后向王建投降。